# ライフシンボル
ライフシンボルは、広義には絵画療法や絵画分析に属する分析手法の一つである。

## 概要
作業としては、被験者に絵を描いてもらい、それを分析することを通して、被験者の心理状態をも含む、被験者の全体像を知る手がかりとする。また、ライフシンボルは、スピリチュアルな側面を強調する象徴体系を使用する場合が多い。